# Túnel de Cargol
El túnel de Cargol és un túnel ferroviari de la línia Ripoll-Puigcerdà, exactament entre les estacions de Planoles i Toses, força a prop d'aquesta última. Aquest túnel permet, gràcies a las seva forma helicoïdal d'un sol anell, que en 230 metres de radi el tren superi en poc espai un desnivell de 49 metres de cota, dels 1314 msn al 1363 msn, quedant separades les dues boques extremes per una distància horitzontal de 73 metres. Té una longitud total de 1.057 metres i el constitueixen dos trams excavats i un tram exterior entremig,
Aquest túnel es va fer necessari quan el tram de ferrocarril de via única entre Ripoll i Puigcerdà va néixer amb vocació internacional, ja que formava part de l'anomenat eix transpirinenc i enllaçava Puigcerdà i la Tor amb la xarxa francesa de ferrocarrils. Es va excavar entre l'any 1911 i el 1919. La línia es va posar en servei l'any 1919 entre Ripoll i Ribes de Freser; el 1922 entre Ribes i Puigcerdà; i el 1929 entre Puigcerdà i la Tor de Querol.